# Dante Carlos Sandrelli
Dante Carlos Sandrelli (* 6. Juni 1922 in Cortona, Königreich Italien; † 7. Dezember 2002) war ein italienischer Geistlicher, der in Argentinien wirkte.
Sandrelli wurde am 27. Juli 1947 zum Priester für das Bistum Presidencia Roque Sáenz Peña geweiht. Papst Paul VI. ernannte ihn am 2. Januar 1976 zum Titularbischof von Germania in Dacia und Weihbischof in Formosa. Ítalo Severino Di Stéfano, Bischof von Presidencia Roque Sáenz Peña, weihte ihn am 25. April 1976 zum Bischof. Mitkonsekratoren waren José Agustín Marozzi, Bischof von Resitencia, und Raúl Marcelo Pacífico Scozzina, Bischof von Formosa. Am 31. März 1978 ernannte der Papst ihn zum Bischof von Formosa. Papst Johannes Paul II. nahm am 14. Januar 1998 seinen Rücktritt an.